# Dirk Böckermann
Dirk Böckermann (* 19. Februar 1984 in Hamburg) ist ein deutscher Volleyball- und Beachvolleyballspieler.

## Karriere Halle
Dirk Böckermann spielte bis 2005 Hallenvolleyball als Zuspieler beim Oldenburger TB. Danach wechselte er zum Regionalligisten FT Adler Kiel, wo er als Außenangreifer eingesetzt wurde und 2008 in die 2. Bundesliga Nord aufstieg. 2009 wechselte Böckermann aus beruflichen Gründen nach Berlin und spielte seitdem beim Regionalligisten TKC Wriezen, mit dem ihm 2012 die Qualifikation für die Dritte Liga Nord gelang.

## Karriere Beach
Dirk Böckermann spielte bis 2006 mit André Schneider auf Beach-Turnieren in Norddeutschland. Danach startete er auf der nationalen Smart Beach Tour: 2007 mit seinem Bruder Markus, 2008 mit Daniel Krug, 2009/2010 mit Finn Dittelbach und 2011/2012 mit Tom Götz. Böckermann nahm zweimal an den Deutschen Meisterschaften in Timmendorfer Strand teil und erreichte die Plätze sieben (2010 mit Dittelbach) und Neun (2011 mit Götz). Seinen einzigen internationalen Auftritt hatte Dirk Böckermann 2010 an der Seite seines Bruders Markus beim FIVB Challenger im indischen Chennai.

## Berufliches
Dirk Böckermann arbeitet in Berlin als Wirtschaftsingenieur.